# Datalinklaget
Datalinklaget er lag 2 af de syv lag i OSI-modellen.
Her tages højde for svagheder ved det fysiske medium. Der tilføjes informationer der bruges til at sikre mod forvanskning af data. Hvis der kan være flere end to computere på samme fysiske netværk tilføjes der også information om afsender og modtager.
| Telekommunikation | Spire Denne artikel om telekommunikation er en spire som bør udbygges. Du er velkommen til at hjælpe Wikipedia ved at udvide den. |